# Sestav kocke in oktaedra
Sestav kocke in oktaedra lahko gledamo kot stelacijo poliedra ali kot poliederski sestav.

## Sestav
Lahko ga obravnavamo kot sestav oktaedra in kocke.  Ima oktaedersko simetrijo (Oh). Njegova oglišča so enaka, kot pri rombskem dodekaedru.

## Stelacija
Je prva stelacija kubooktaedra. Ima indeks 43 v Wenningerjevem modelu

## Vir
- Wenninger, Magnus (1974). Polyhedron Models. Cambridge University Press. ISBN 978-0-521-09859-5.